# Basketball England
Basketball England (bis 2014: England Basketball) ist ein Sportverband, der den Basketballsport für seine Mitgliedsvereine in England organisiert. Der Verband, der auf die Gründung der English Basketball Association (EBBA) von 1936 zurückgeht, vertritt die Interessen seiner Mitglieder auf internationaler Ebene im Kontinentalverband FIBA Europa und im Weltverband FIBA. Für die Belange der britischen Basketballnationalmannschaft der Herren und der Damen haben England Basketball sowie seine Pendants in Schottland und Wales die Organisation 2005 an den neuformierten Verband British Basketball abgetreten, um im Seniorenbereich eine gemeinsame Auswahl für Olympische Spiele zu entsenden, wo man nach 1948 in London 2012 erneut Gastgeber war. Im Jugendbereich organisiert der englische Verband eigene Auswahlmannschaften, die an internationalen Wettkämpfen der FIBA Europa teilnehmen.

## Mission
„To provide an inspirational basketball experience for more people, more often.“

Werte
- „Ethical and Transparent“
- „Responsibility“
- „Creative“
- „Passion“

Aufgaben

Altes Logo bis 2014

- Organisation und Entwicklung des Basketballsports in England
- Verantwortung für Personen aller Alters- und Fähigkeitsstufen, die den Sport ausüben wollen
- Vermittlung der Basketballstandards und -regeln
- Bereitstellung von Trainern und Trainingsmöglichkeiten
- Organisation von Wettbewerben bis hin zur National League

### Vereinswettbewerbe
Der Verband organisiert die nationalen Basketballligen in seinem Gebiet. Dazu bildet und lizenziert er unter anderem die Schiedsrichter und überwacht die Einhaltung der Regeln hinsichtlich der Spielberechtigung der Spieler und der Ordnungsmäßigkeit der Wettkampfstätten. Diese Aufgaben übernimmt der Verband zusammen mit dem schottischen und britischen Verband teilweise auch für Wettbewerbe der geschlossenen Profiliga British Basketball League wahr.
Seit Gründung des Verbandes ist er auch an der Organisation des Pokalwettbewerbs „National Cup“ beteiligt, in dem bis 1979 auch der englische Meister bei den Herren ermittelt wurde. 1972 wurde ein nationales Ligensystem eingeführt, an dem aus den regionalen Ligen zunächst nur sechs Mannschaften teilnahmen. Nach der erfolgreichen Erweiterung der Teilnahme an der „Division One“ der „National Basketball League“ (NBL) wurde drei Jahre später eine zweite Division als hierarchisch untergeordnete Spielklasse eingeführt, die später bis auf vier Divisionen erweitert wurde, die in sich in regionalen Gruppen unterteilt sind. Mit der Einführung der Play-offs in der Division One 1979 wurde der englische Meister innerhalb der Division One ermittelt. Ab 1993 führten alle Divisionen der NBL sukzessive Play-off-Finalrunden ein. In den Divisionen gibt es als Ligapokal zusätzliche Wettbewerbe wie die „National Trophy“, den „Patrons Cup“ und den „National Shield“. 1987 kam es zur Gründung der geschlossenen Profiliga British Basketball League (BBL) durch Mannschaften der Division One und einer schottischen Mannschaft. Die „Division Two“ bildete daraufhin die Division One als höchste Spielklasse der Herren innerhalb Englands, so dass zunächst der Ligapokal National Trophy ohne Mannschaften der BBL ausgespielt wurde. Nach einer Organisationsänderung wurde 2003 die NBL durch die „English Basketball League“ (EBL) abgelöst. In dieser Folge nahmen auch die Mannschaften der BBL nicht mehr am traditionsreichsten Wettbewerb National Cup teil. Stattdessen wurden einzelne Mannschaften der EBL Division One durch die BBL eingeladen, an deren vormaligen Ligapokalwettbewerb „BBL Trophy“ teilzunehmen.
Bei den Damen gibt es seit 1975 eine Division One als nationale Liga, die bereits ein Jahr später einen „Unterbau“ durch die Division Two bekam. Seit 1999 spielt die Division Two in regionalen Gruppen. Erst 1981 wurde der Pokalwettbewerb National Cup eingeführt, während die seit 1979 bestehende National Trophy als Wettbewerb später auf Damenteams außerhalb der Division One beschränkt wurde.
Ferner organisiert der Verband die auf England bezogenen nationalen Finalrunden und Pokalwettbewerbe in den verschiedenen Altersklassen im Jugendbereich.

### Auswahlmannschaften
Der Verband bestellt für die nationalen Auswahlmannschaften die Trainer und organisiert den Trainingsbetrieb und die Teilnahme an internationalen Wettkämpfen. Bis 2005 gab es in der Altersklasse der Herren und Damen eine eigene Auswahlmannschaft, die an internationalen Wettkämpfen teilnahm, wobei diese meist wenig erfolgreich waren und sich in der Regel nicht für die kontinentalen oder globalen Endrunden der FIBA qualifizieren konnten. 2005 wurden die englischen Auswahlmannschaften im Erwachsenenbereich nach der Vergabe der Olympischen Spiele 2012 in die britische Hauptstadt London praktisch aufgelöst und durch britische Auswahlmannschaften ersetzt, zu denen neben den in England lizenzierten Spieler auch jene aus Schottland und Wales eingeladen sind. Für letztere gibt es jedoch im Erwachsenenbereich eigene Auswahlmannschaften, die neben Gibraltar an der früher „Division C“ genannten Europameisterschaft für kleine Länder teilnehmen. Seit 2005 existieren für die erwachsenen englischen Spieler nur noch die britischen Auswahlmannschaften, in denen sie in der Regel die überwiegende Zahl der Berufenen stellen und die zuvor nur für die Teilnahmen an den olympischen Spielen gebildet wurden. Auch hier konnten sich britische Auswahlmannschaften in der Vergangenheit nicht für ein Finalturnier und damit die eigentliche Teilnahme an Olympischen Spielen qualifizieren, sofern sie nicht wie 1948 und 2012 in London Gastgeber und automatischer Teilnehmer waren.
Im Jugendbereich existieren weiterhin zwischen den Mitgliedsverbänden von Great Britain Basketball getrennte Auswahlmannschaften. Auch hier konnten sich englische Auswahlteams nur selten für Endrunden bei den Wettbewerben der FIBA Europa qualifizieren, sofern es in einem Wettbewerb Qualifikationsrunden gab. 1995 konnte sich die U16-Auswahl der Jungen für die Endrunde der „Kadetten-EM“ qualifizieren, in der man nach einem Sieg über die tschechische Auswahl sich trotzdem mit dem letzten Platz begnügen musste. In jüngerer Zeit war man jedoch wieder erfolgreicher, als sowohl die männliche wie auch die weibliche U16-Auswahl Englands in die sogenannte Division A der europäischen Auswahlmannschaften aufstieg. Bei den europäischen Titelkämpfen 2012 in dieser Altersklasse belegten jedoch beide Auswahlmannschaften den 16. und letzten Platz und müssen sich nun erneut für die Division A qualifizieren, was der weiblichen U18-Auswahl im gleichen Jahr gelang.

## Aktuelle Vorstandsmitglieder
| Funktion      | Name              | Beleg |
| ------------- | ----------------- | ----- |
| Präsident     |                   |       |
| Vizepräsident | Russell Bell      | [ 7 ] |
| Mitglied      | Graham Biggs      | [ 7 ] |
| Mitglied      | Sadie Mason       | [ 7 ] |
| Mitglied      | Egemen Onen       | [ 7 ] |
| Mitglied      | Matt Newby        | [ 7 ] |
| Mitglied      | Paul Mundy-Castle | [ 7 ] |
| Mitglied      | Brandie Deignan   | [ 7 ] |
| Mitglied      | Joel Baynes       | [ 7 ] |
| Mitglied      | Chris Walsh       | [ 7 ] |